# Leslie E. Kobayashi
Leslie Emi Kobayashi (9 de octubre de 1957) es una jueza federal de los Estados Unidos en el Tribunal Federal de los Estados Unidos para el Estado de Hawái.

## Biografía
Kobayashi nació en 1957 en Mount Holly Township, Nueva Jersey. Se Licenció en Artes de Wellesley College en 1979 e hizo su Doctorado en Jurisprudencia en la Facultad de Derecho de Boston College en 1983.

## Carrera profesional
Kobayashi trabajó como abogada de contencioso y socia gerente del bufete de abogados Fujiyama, Duffy & Fujiyama en Honolulu durante un período de 17 años. Trabajó como fiscal adjunta en Honolulu antes de convertirse en magistrada de los Estados Unidos el 2 de agosto de 1999. También ha sido profesora en la Facultad de Derecho William S. Richardson. En 2000 y 2001, fue profesora adjunta en la Facultad de Derecho William S. Richardson.

## Magistrada del tribunal federal

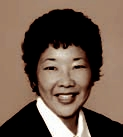
Leslie E. Kobayashi; California. 2010

El 21 de abril de 2010, Kobayashi fue propuesta para un puesto como jueza de distrito de los Estados Unidos del Tribunal de Distrito de los Estados Unidos para el Distrito de Hawái por Barack Obama. Fue nominada para ocupar el puesto que dejó vacante Helen Gillmor, que asumió el cargo de senior en 2009. El Senado de los Estados Unidos confirmó la nominación el 18 de diciembre de 2010. Esto la convierte en la primera jueza federal estadounidense de origen japonés confirmada durante la administración de Obama. Tomó posesión de su cargo el 22 de diciembre de 2010. 